# Вулиця Івана Багряного (Львів)
Ву́лиця Іва́на Багря́ного — вулиця у Франківському районі міста Львова, місцевість Богданівка. Пролягає від Городоцької вулиці до вулиці Терлецького. Прилучається вулиця Сулими.

## Історія
У 1928—1946 роках мала назву вулиця Олеховського, на честь Яна Олеховського, учасника польсько-української війни 1918—1919 років. 1946 року перейменована на вулицю Гурської, на честь польської письменниці Галини Гурської. Сучасну назву, на пошану українського письменника Івана Багряного, вулиця отримала у 1992 році.

## Забудова
Забудова вулиці Івана Багряного досить різноманітна: двоповерхові будинки 1930-х років у стилі польського конструктивізму, двоповерхові будинки барачного типу 1950-х років, п'ятиповерхівки 1980-х років.

## Будинки
№ 36а — двоповерховий будинок, в якому міститься приватна християнська школа—ліцей «Живе слово» ПП «Лінгвістичний центр „Санбім“», розрахована на 130 учнів.
№ 38 — двоповерховий будинок, який від травня 1992 року є власністю релігійної громади церкви адвентистів сьомого дня у Франківському районі м. Львова.
№ 44 — двоповерховий будинок, в якому міститься Західне відділення Українського біблійного товариства та офіс церкви «Явлення Христа».
№ 59а — майстерня з ремонту та обслуговування автомобілів «Garage59a».